# Barrio Kennedy (Tucumán)
El Barrio Kennedy es un barrio de San Miguel de Tucumán, Tucumán, Argentina. Se encuentra delimitado por las calles Eduardo Bulnes, Manuel Estrada, Zenón Santillán y avenida América.

## Historia
El barrio fue creado en 1960 para empleados y obreros del comercio, construyéndose en total 509 viviendas. Este barrio fue construido en conjunto con otros barrios de viviendas como el Bosque, Los Pinos, Fondevila y Modelo por el Plan Federal de Viviendas e iniciativas privadas. En 2019 se remodeló la plaza 25 de mayo, el principal espacio público del barrio junto a la plaza Las Américas y el Complejo Zenón Santillán.

## Educación
- Escuela Ejército Argentino

## Transporte

### Líneas de colectivos
- Línea 7
- Línea 8
- Línea 9
- Línea 19

## Deportes
- Complejo Zenón Santillán